# Closterocerus aratus
Closterocerus aratus är en stekelart som först beskrevs av Walker 1838.  Closterocerus aratus ingår i släktet Closterocerus, och familjen finglanssteklar. Arten är reproducerande i Sverige.